# Filip Ingebrigtsen
Filip Ingebrigtsen   (Sandnes, 20 d'abril de 1993) és un atleta noruec, especialitzat en la prova dels 1.500 metres. És germà de Henrik i Jakob Ingebrigtsen, també corredors de mig fons.

## Biografia
Guanya la medalla d'or de 1.500 m al Campionat d'Europa de 2016 a Amsterdam, després d'avançar a l'esprint el mallorquí David Bustos i Henrik, el seu germà gran, amb un temps de 3 min 46 s 65.
Representa Noruega als Jocs Olímpics de Rio, però és desqualificat a les sèries classificatòries del 1.500 m.
El 2017, al Campionat del món de Londres, obté la medalla de bronze.
El 20 de juliol de 2018, al Míting Herculis de Mònaco, acaba 3r de la cursa de 1.500 m i bat el rècord de Noruega amb una marca de 3 min 30 s 01. Millora així l'antic rècord que estava en possessió del seu germà Henrik Ingebrigtsen. El seu germà petit, Jakob Ingebrigtsen, acaba 4t amb 3 min 31 s 18 i bat el rècord d'Europa júnior.
El 10 d'agost de 2018, acaba 12è a la final de 1.500 m del Campionat d'Europa de Berlín, mentre que el seu germà Jakob assoleix l'or a 17 anys i 324 dies.
Als Impossible Games, celebrats a Oslo arran de la pandèmia de la covid-19 per substituir els Bislett Games que s'hi celebren cada any, Filip bat el rècord de Noruega dels 1.000 metres amb un temps de 2 min 16 s 48, tres dècimes de segon menys que la marca anterior.
El 2021, als Jocs Olímpics de Tòquio no aconsegueix classificar-se per a la semifinal en quedar 10è de la seva sèrie amb un temps de 3 min 38 s 02.

## Vida privada
En el pla extraesportiu, Filip protagonitza des del 2016, al costat dels seus germans Henrik i Jakob, i de la resta de la família, un programa documental a la televisió pública noruega (NRK): Team Ingebrigtsen. Aquest programa mostra la vida diària de la família Ingebrigsten i la preparació física dels fills atletes amb el pare entrenador.
Està casat des del 2018 amb Astrid Mangen Ingebrigtsen, també atleta, i té una filla.

## Palmarès
| Data | Competició                    | Lloc           | Resultat | Prova   | Temps          |
| ---- | ----------------------------- | -------------- | -------- | ------- | -------------- |
| 2016 | Campionat d'Europa            | Amsterdam      | 1r       | 1.500 m | 3 min 46 s 65  |
| 2017 | Campionat del món             | Londres        | 3r       | 1.500 m | 3 min 34 s 53  |
| 2018 | Campionat d'Europa            | Berlín         | 12è      | 1.500 m | 3 min 41 s 66  |
| 2018 | Diamond League                | Diamond League | 7è       | 1.500 m | 3 min 33 s 13  |
| 2018 | Campionat d'Europa de cros    | Tilburg        | 1r       | absolut | 28 min 49 s    |
| 2019 | Campionat d'Europa per equips | Sandnes        | 1r       | 5.000 m | 13 min 37 s 09 |
| 2019 | Diamond League                | Diamond League | 3r       | 1.500 m | 3 min 33 s 33  |

## Rècords
| Prova             | Temps              | Lloc         | Data     |
| ----------------- | ------------------ | ------------ | -------- |
| 800 m             | 1 min 47 s 79      | Oslo         | 23/06/16 |
| 1.000 m           | 2 min 16 s 46 (NR) | Oslo         | 11/06/20 |
| 1.500 m           | 3 min 30 s 01 (NR) | Mònaco       | 20/07/18 |
| Milla             | 3 min 49 s 60 (NR) | Londres      | 21/07/19 |
| 3.000 m           | 7 min 49 s 70      | Kristiansand | 31/08/16 |
| 5.000 m           | 13 min 11 s 75     | Roma         | 06/06/19 |
| 2.000 m obstacles | 5 min 46 s 15      | Prestfoss    | 29/07/12 |
| 10 km (rut)       | 28 min 47 s        | Røyse        | 20/10/18 |